# メトロプレックス
メトロプレックス(Metroplex)はアメリカのレコードレーベル。リリースする作品は主にデトロイト・テクノである。

## 概要
設立は1985年。1983年までリチャード・デイヴィスと共にCybotronというユニットで活動していたホアン・アトキンスが、自身のソロ作品をリリースする目的で設立した。ホアン・アトキンスはMetroplexから作品をリリースする際は本名名義では行わず、Model500、Model600、Infiniti名義でのリリースとなっている。初期はホアン・アトキンス以外のアーチストの作品は殆どリリースされていないが、1990年代後半には他アーチストの作品リリースも行われている。

## 主要アーチスト
- ホアン・アトキンス
  - Model500名義
  - Model600名義
  - Infiniti名義